# Uleophytum
Uleophytum es un género monotípico de plantas de la familia de las asteráceas. Su única especie: Uleophytum scandens es originaria  de Perú, donde se encuentra en el Departamento de Loreto.

## Descripción
Las plantas de este género solo tienen disco (sin rayos florales) y los pétalos son de color blanco, ligeramente amarillento blanco, rosa o morado (nunca de un completo color amarillo).

## Taxonomía
Uleophytum scandens fue descrita por  Jorge Hieronymus  y publicado en Verhandlungen des Botanischen Vereins für die Provinz Brandenburg und die Angrenzenden Länder 48: 199. 1907.